# Burmusculus mutatus
Burmusculus mutatus (лат.) — ископаемый вид помпилоидных ос рода † Burmusculus († Burmusculidae, Pompiloidea). Бирманский янтарь (меловой период, сеноманский век, около 99 млн лет). Мьянма.

## Описание
Мелкие осы (длина тела 3,95 мм). От близких видов отличается следующими признаками: переднее крыло с антефуркацией 1cu-a, 1-Rs почти такой же длины, а 1-M длиннее 2r-rs, 2-Rs сильно изогнуты, ячейка 2 rm меньше 3 rm. Усики самца 13-члениковые, длиной 0,61 мм, со скапусом заметно длиннее педицеля; жгутик удлинённый, первые членики жгутика постепенно расширяются от основания к вершине, за исключением последнего, остальные членики жгутика почти одинаковой ширины. Оцеллии сформированы в виде небольшого правильнго треугольника, расположенного между сложными глазами. Мандибула тонкая и двузубая, лабрум короткий; максиллярные пальпы короткие, с четырьмя удлинёнными сегментами. Вид был впервые описан в 2024 году китайскими энтомологами (Longfeng Li, Yanzi Ma, Jingtao Yang, Chungkun Shih, Dong Ren).